# Portugal no Campeonato do Mundo de Futebol de 1966
O Campeonato do Mundo de Futebol de 1966 foi a 8.ª edição do torneio e foi disputado em Inglaterra. Portugal participou pela primeira vez num Mundial com uma seleção que ficou conhecida como Os Magriços, alcançando o terceiro lugar.

## Convocados
Os convocados da Seleção Portuguesa para o Campeonato do Mundo de 1966 foram:
| Jogador            | Posição      | Clube      |
| ------------------ | ------------ | ---------- |
| Américo            | Guarda-redes | Porto      |
| Joaquim Carvalho   | Guarda-redes | Sporting   |
| José Pereira       | Guarda-redes | Belenenses |
|                    |              |            |
| Vicente            | Defesa       | Belenenses |
| Germano            | Defesa       | Benfica    |
| Hilário            | Defesa       | Sporting   |
| João Morais        | Defesa       | Sporting   |
| António Morato     | Defesa       | Sporting   |
| Alexandre Baptista | Defesa       | Sporting   |
| José Carlos        | Defesa       | Sporting   |
| Alberto Festa      | Defesa       | Porto      |
|                    |              |            |
| Fernando Peres     | Médio        | Sporting   |
| Mário Coluna       | Médio        | Benfica    |
| António Simões     | Médio        | Benfica    |
| José Augusto       | Médio        | Benfica    |
| Fernando Cruz      | Médio        | Benfica    |
| Jaime Graça        | Médio        | Setúbal    |
| Custódio Pinto     | Médio        | Porto      |
|                    |              |            |
| Ernesto Figueiredo | Avançado     | Sporting   |
| João Lourenço      | Avançado     | Sporting   |
| Eusébio            | Avançado     | Benfica    |
| Manuel Duarte      | Avançado     | Leixões    |
| José Torres        | Avançado     | Benfica    |

## Eliminatórias
Na fase eliminatória, Portugal ficou no grupo da Roménia, Checoslováquia e Turquia. Talvez as distância das viagens atemorizassem os Portugueses mais que os adversários. A 24 de Janeiro de 1966, Portugal estreou-se com uma vitória sobre a Turquia por 5-1, com três golos de Eusébio um de Jaime Graça e outro de Coluna; Fevzi marcou pelos turcos. Em Ancara, a 19 de abril, Portugal ganhou novamente desta vez por 1-0, com mais um golo de Eusébio. A 25 de abril, Portugal jogou em Bratislava e derrotou os checoslovacos por 1-0, uma vez mais com Eusébio a marcar. A qualificação ficou garantida em Lisboa, a 13 de junho com uma vitória sobre a Roménia; Eusébio marcou mais duas vezes, e Avran pelos adversários. Quando a 31 de outubro, no Porto, a equipa nacional defrontou a Checoslováquia, a qualificação já estava garantida; o jogo saldou-se por um empate a zero. No último jogo, Portugal perdeu em Bucareste por 2-0 contra a Roménia, com um golo de Dridea e um autogolo de Carvalho.

### Lista de jogos das eliminatórias
24 de Janeiro, 1965, Lisboa, Portugal -  Portugal 5 - 1  Turquia
19 de Abril, 1965, Ancara, Turquia -  Turquia 0 - 1  Portugal
25 de Abril, 1965, Bratislava, Checoslováquia -  Tchecoslováquia 0 - 1  Portugal
2 de Maio, 1965, Bucareste, Roménia -  Roménia 3 - 0  Turquia
30 de Maio, 1965, Bucareste, Roménia -  Roménia 1 - 0  Tchecoslováquia
13 de Junho, 1965, Lisboa, Portugal -  Portugal 2 - 1  Roménia
19 de Setembro, 1965, Praga, Checoslováquia -  Tchecoslováquia 3 - 1  Roménia
9 de Outubro, 1965, Istambul, Turquia -  Turquia 0 - 6  Tchecoslováquia
23 de Outubro, 1965, Ancara, Turquia -  Turquia 2 - 1  Roménia
31 de Outubro, 1965, Porto, Portugal -  Portugal 0 - 0  Tchecoslováquia
21 de Novembro, 1965, Brno, Checoslováquia -  Tchecoslováquia 3 - 1  Turquia
21 de Novembro, 1965, Bucareste, Roménia -  Roménia 2 - 0  Portugal
| Rank | Team            | Pts | Pld | W | D | L | GF | GA | GD  |
| ---- | --------------- | --- | --- | - | - | - | -- | -- | --- |
| 1    | Portugal        | 9   | 6   | 4 | 1 | 1 | 9  | 4  | 5   |
| 2    | Tchecoslováquia | 7   | 6   | 3 | 1 | 2 | 12 | 4  | 8   |
| 3    | Roménia         | 6   | 6   | 3 | 0 | 3 | 9  | 7  | 2   |
| 4    | Turquia         | 2   | 6   | 1 | 0 | 5 | 4  | 19 | -15 |

## Fase Final
“A vingança da bola quadrada.”

— Título do editorial de Carlos Pinhão, no jornal A Bola um dia após Portugal ter eliminado o Brasil.

### Grupo C
| Time     | Pts | Jgs | V | E | D | GM | GS | SG |
| -------- | --- | --- | - | - | - | -- | -- | -- |
| Portugal | 6   | 3   | 3 | 0 | 0 | 9  | 2  | 7  |
| Hungria  | 4   | 3   | 2 | 0 | 1 | 7  | 5  | 2  |
| Brasil   | 2   | 3   | 1 | 0 | 2 | 4  | 6  | -2 |
| Bulgária | 0   | 3   | 0 | 0 | 3 | 1  | 8  | -7 |

- Campanha: 6 jogos, 5 vitórias, 1 derrota, 19 golos marcados e 8 golos sofridos.

## Jogos

### Portugal vs. Hungria
| 13 July 1966 | Portugal                          | 3–1    | Hungria  | Old Trafford, Manchester                                |
| 19:30 BST    | José Augusto 1', 67' · Torres 90' | Report | Bene 60' | Público: 29,886 Árbitro: Leo Callaghan ( País de Gales) |

### Portugal vs. Bulgária
| 16 July 1966 | Portugal                                     | 3–0    | Bulgária | Old Trafford, Manchester                               |
| 15:00 BST    | Vutsov 17' (o.g.) · Eusébio 38' · Torres 81' | Report |          | Público: 25,438 Árbitro: José María Codesal ( Uruguai) |

### Portugal vs. Brasil
| 19 July 1966 | Portugal                      | 3–1    | Brasil    | Goodison Park, Liverpool                             |
| 19:30 BST    | Simões 15' · Eusébio 27', 85' | Report | Rildo 73' | Público: 58,479 Árbitro: George McCabe ( Inglaterra) |

## Quartos-de-final

### Portugal vs. Coreia do Norte
| 23 July 1966 | Portugal                                                    | 5–3    | Coreia do Norte                                           | Goodison Park, Liverpool                              |
| 15:00 BST    | Eusébio 27', 43' (pen.), 56', 59' (pen.) · José Augusto 80' | Report | Pak Seung-zin 1' · Li Dong-woon 22' · Yang Seung-kook 25' | Público: 40,248 Árbitro: Menachem Ashkenazi ( Israel) |

| Portugal | Coreia do Norte |

| GK          | 3  | José Pereira       |
| DF          | 20 | Alexandre Baptista |
| DF          | 4  | Vicente            |
| DF          | 17 | Morais             |
| DF          | 9  | Hilário            |
| MF          | 10 | Mário Coluna (c)   |
| MF          | 12 | José Augusto       |
| FW          | 16 | Jaime Graça        |
| FW          | 11 | António Simões     |
| FW          | 13 | Eusébio            |
| FW          | 18 | José Torres        |
| Manager:    |    |                    |
| Otto Glória |    |                    |

| GK             | 1  | Lee Chan-myung  |
| DF             | 13 | Oh Yoon-kyung   |
| DF             | 3  | Shin Yung-kyoo  |
| DF             | 14 | Ha Jung-won     |
| DF             | 5  | Lim Zoong-sun   |
| MF             | 8  | Pak Seung-zin   |
| MF             | 6  | Im Seung-hwi    |
| FW             | 11 | Han Bong-zin    |
| FW             | 15 | Yang Seung-kook |
| FW             | 7  | Pak Doo-ik      |
| FW             | 16 | Li Dong-woon    |
| Manager:       |    |                 |
| Myung Rye-hyun |    |                 |

## Semifinal

### Inglaterra vs. Portugal
| 26 July 1966 | Inglaterra           | 2–1    | Portugal           | Wembley Stadium, London                            |
| 19:30 BST    | B. Charlton 30', 80' | Report | Eusébio 82' (pen.) | Público: 94,493 Árbitro: Pierre Schwinte ( França) |

| Inglaterra | Portugal |

| GK         | 1  | Gordon Banks    |
| DF         | 5  | Jack Charlton   |
| DF         | 6  | Bobby Moore (c) |
| DF         | 2  | George Cohen    |
| DF         | 3  | Ray Wilson      |
| MF         | 4  | Nobby Stiles    |
| MF         | 9  | Bobby Charlton  |
| MF         | 16 | Martin Peters   |
| FW         | 7  | Alan Ball       |
| FW         | 10 | Geoff Hurst     |
| FW         | 21 | Roger Hunt      |
| Manager:   |    |                 |
| Alf Ramsey |    |                 |

| GK          | 3  | José Pereira       |
| DF          | 20 | Alexandre Baptista |
| DF          | 21 | José Carlos        |
| DF          | 22 | Alberto Festa      |
| DF          | 9  | Hilário            |
| MF          | 10 | Mário Coluna (c)   |
| MF          | 12 | José Augusto       |
| FW          | 16 | Jaime Graça        |
| FW          | 11 | António Simões     |
| FW          | 13 | Eusébio            |
| FW          | 18 | José Torres        |
| Manager:    |    |                    |
| Otto Glória |    |                    |

## Disputa do terceiro lugar
| 28 July 1966 | Portugal                        | 2–1    | União Soviética | Wembley Stadium, London                            |
| 19:30 BST    | Eusébio 12' (pen.) · Torres 89' | Report | Malofeyev 43'   | Público: 87,696 Árbitro: Ken Dagnall ( Inglaterra) |

| Portugal | União Soviética |

| GK          | 3  | José Pereira       |
| DF          | 20 | Alexandre Baptista |
| DF          | 21 | José Carlos        |
| DF          | 22 | Alberto Festa      |
| DF          | 9  | Hilário            |
| MF          | 10 | Mário Coluna (c)   |
| MF          | 12 | José Augusto       |
| FW          | 16 | Jaime Graça        |
| FW          | 11 | António Simões     |
| FW          | 13 | Eusébio            |
| FW          | 18 | José Torres        |
| Manager:    |    |                    |
| Otto Glória |    |                    |

| GK              | 1  | Lev Yashin (c)        |
| DF              | 13 | Alexey Korneyev       |
| DF              | 10 | Vasiliy Danilov       |
| DF              | 4  | Vladimir Ponomaryov   |
| DF              | 12 | Valery Voronin        |
| MF              | 7  | Murtaz Khurtsilava    |
| MF              | 15 | Georgi Sichinava      |
| FW              | 2  | Viktor Serebryanikov  |
| FW              | 16 | Slava Metreveli       |
| FW              | 19 | Eduard Malofeyev      |
| FW              | 18 | Anatoliy Banishevskiy |
| Manager:        |    |                       |
| Nikolai Morozov |    |                       |